# DMZ Peace Train Music Festival
DMZ Peace Train Music Festival er en musikfestival som hvert år bliver afholdt i Choerwon, Sydkorea. Den afholdes tæt på grænsen til Nordkorea og har til formål at fremme fred og forening på et sted, der symboliserer delingen af den koreanske halvø. Arrangementet, der afholdes i Seoul, Cheorwon og Gangwon, blev skabt, da Martin Elbourne, hovedbooker for Glastonbury Festival og The Great Escape Festival, besøgte Korea i 2017 og besøgte DMZ sammen med Zandari Festa-arrangørerne Kong Yoon-young og Lee Dong-yeon.
Festivalen bruger Goseokjeong som sit hovedsted, og de havde også særlige koncerter på steder, der er relateret til interkoreanske relationer, såsom Woljeong-ri Station, bjerget Soyisan og det tidligere Koreas Arbejderparti.
I 2018 indvilligede Sex Pistols-bassisten Glen Matlock i at optræde på festivalen, og han bad arrangørerne om kun at dække hans flybillet. I 2019 kom The Velvet Underground-medlemmet John Cale og det danske postpunkband Iceage med på festivalen.
Fra 2020 til 2021 blev festivalen aflyst på grund af COVID-19-pandemien, men den blev afholdt igen i 2022. I 2023 sluttede 26 kunstnere fra 10 lande sig til line-up'et.